# Hermine Bosetti

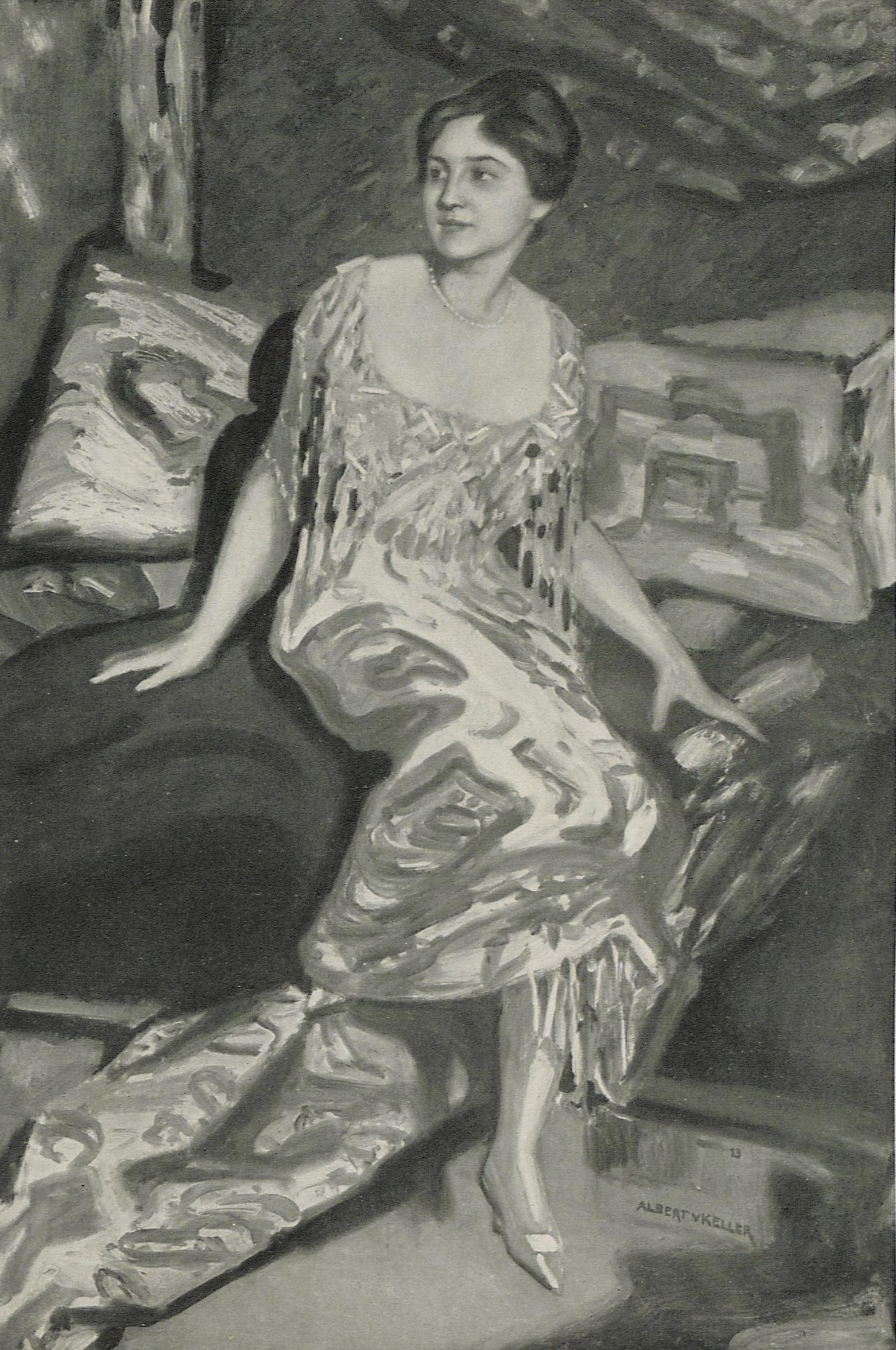
Hermine Bosetti

Hermine Bosetti, verehelichte Hermine von Flick (* 28. September 1875 in Wien; † 1. Mai 1936 in München) war eine österreichische Opernsängerin (Koloratursopran) und Gesangspädagogin.

## Leben
Bosettis Eltern waren Johann Bosetti (* 1831 Wien; † 1898 ebendort), ein Verwaltungsmitarbeiter der Tageszeitung Neue Freie Presse und Theresia Girsa, geb. Petz (* 1837 Wien; † 1911 ebendort). Die Eltern heirateten 1880.
Bosetti debütierte nach einer Ausbildung in ihrer Heimatstadt durch Aurelie Jäger-Wilczek 1898 am Hoftheater von Wiesbaden  als „Ännchen“ im Freischütz. Von 1900 bis 1901 war sie Mitglied der Wiener Staatsoper und zwischen 1901 und 1924 war sie eine Starsängerin an der Bayerischen Staatsoper. Sie trat in fast allen deutschen Opernhäusern auf und sang auch in Holland, Belgien, London und Russland. 
1908 sang sie in Wien als Gast die „Königin der Nacht“ und „Marguerite de Valois“, 1911 den „Octavian“ im Rosenkavalier.
1913 wurde Bosetti das „Gesicht“ des Kosmetikunternehmens Aok. Im selben Jahr wurde ihr für ihre Leistungen vom Ministerium des königlichen Hauses Sachsen die bürgerliche goldene Medaille Bene merentibus verliehen.
Sie unterrichtete Gesang an Dr. Hoch’s Konservatorium in Frankfurt am Main von 1926 bis 1928. Zu ihren Schülern zählten Marcia van Dresser und Adele Kern.
Hermine Bosetti heiratete 1895 den Bankbeamten Gustav Josef Dominik Ritter von Flick (* 1869 Raitz; † 1902 Wien). Der gemeinsame Sohn Leontin (1895) starb bereits nach wenigen Monaten, die Tochter Gabriele (* 1898 Wien) im Alter von 89 Jahren 1988 in Pierce County (Washington).
Sie publizierte zahlreiche Schallplatten auf G&T (München 1906), Odeon (Berlin 1907–14) und Grammophon (Berlin 1916).

## Rollen (Auswahl)
| Meyerbeer: - Marguerite von Valois in Die Hugenotten Mozart: - Constanze in Die Entführung aus dem Serail - Donna Elvira in Don Giovanni - Despina und Fiordiligi in Così fan tutte - Königin der Nacht in Die Zauberflöte Puccini: - Mimi in La Bohème (unter anderem mit Enrico Caruso) - Titelpartie in Madama Butterfly Rossini: - Rosina in Il barbiere di Siviglia |  | Johann Strauß: - Adele in Die Fledermaus Richard Strauss: - Titelpartie in Salome - Octavian in Der Rosenkavalier - Zerbinetta in Ariadne auf Naxos Wagner: - Eva in Die Meistersinger von Nürnberg Weber - Ännchen in Der Freischütz |

Quellen für die Rollen ihres Repertoires: 